# Salamon Dembitzer
Salamon Dembitzer (auch: Salomon Dambitzer, geboren 29. Januar 1888 in Krakau, Österreich-Ungarn; gestorben 11. Oktober 1964 in Lugano, Schweiz) war ein vorwiegend deutschsprachiger Schriftsteller und Journalist.

## Leben

### Jugend
Salamon Dembitzer war der Sohn von Herschel und Amalia Dembitzer und der Enkel des Talmudgelehrten und Historikers Chaim Nathan Dembitzer. Er hatte drei Geschwister. Seine Kindheit verbrachte er in dem kleinen Dorf Lancut bei Krakau. Schon früh widersetzte sich der junge Salamon den Plänen seiner Familie, er solle Rabbiner werden.
Im Jahr 1903 verließ der fünfzehnjährige Dembitzer sein Elternhaus, flüchtete nach Deutschland und dann weiter nach Antwerpen. Als seine Familie 1906 nach Kassel zog, stieß er wieder zu ihr, begann in Göttingen ein Studium, das er bald abbrach, und arbeitete als Journalist beim Kasseler Volksblatt. 1908 veröffentlichte er erste Gedichte – diese noch auf Jiddisch in lateinischer Schrift – und 1914 dann ersten Erzählungen unter dem Titel Aus engen Gassen.
Es folgten weitere Aufenthalte in Antwerpen und Amsterdam, wo er als Redakteur für das Algemeen Handelsblad und für Het Volk arbeitete. Mit Ausbruch des Ersten Weltkriegs musste Dembitzer nach Berlin umsiedeln, ging aber bald nach Holland zurück, wo er mehrere Bücher mit Erzählungen in niederländischer Sprache veröffentlichte. Zudem war er Kriegskorrespondent des Vorwärts.

### Weimarer Republik
1919 oder 1920 kehrte er nach Berlin zurück und wurde Redakteur für die Die Welt am Montag, das Berliner Tageblatt sowie die Wiener Arbeiter-Zeitung. Viele Kurzgeschichten von ihm wurden abgedruckt. 1928 starb die Mutter. 1930 veröffentlichte er den ihr gewidmeten ersten Roman Bummler und Bettler und den Theatertext Wohlfahrtsamt. Das literarische Berlin wurde langsam auf ihn aufmerksam. Seine mit Freunden und Kollegen neu gegründete Literaturzeitschrift Clique blieb erfolglos.
Im März 1933 floh der jüdischstämmige Dembitzer vor dem Nationalsozialismus in die Niederlande, wo er kurzfristig als Redakteur arbeitete. Hier publizierte er – auf Deutsch – sein Hauptwerk, den Roman Die Geistigen. Der junge Albert Vigoleis Thelen besprach den Roman euphorisch, daneben hagelte es einige Verrisse; der Roman wurde kaum wahrgenommen. Es handelt sich um eine amüsante satirische Skizze des Kulturbetriebs der Weimarer Republik mit den Figuren Abel Krampf (= Alfred Kerr) und Abel Driglin (= Alfred Döblin). Eine Neuauflage dieses Romans erschien 2007.

### Exil
1935 zog Dembitzer weiter nach Brüssel (Belgien), wenig später nach Portugal, 1940/41 bekam er dort ein amerikanisches Visum und emigrierte in die Vereinigten Staaten nach New York City. Im August 1942 wurden sein Bruder Chaim Nussyn Dembitzer und dessen Frau von den Nazis umgebracht. Ein weiterer nach Neuseeland emigrierter Bruder unterstützte Salomon finanziell, da dieser in den USA kaum Arbeit fand.
1947 wanderte Dembitzer mit seiner späteren Frau Hertha, geb. Weiß, nach Australien aus und lebte in Sydney. Hier erschienen seine selbst publizierten Bücher Drama in Ostend (1950) und Visas for America (1952), beides stark autobiographische Auseinandersetzungen mit Flucht und Exil, auf Englisch. 1955 erschienen einige Erzählungen aus den 1920er Jahren in englischer Übersetzung unter dem Titel Adventures in Prague. 1958 kehrte Dembitzer schließlich nach Europa zurück und zog in die Schweiz, wo er 1964 in Lugano starb. In den letzten zehn Lebensjahren veröffentlichte er nicht mehr. Salamon Dembitzer kehrte zeitlebens nicht nach Deutschland zurück. Seinen Nachlass verwaltet das Leo Baeck Institute in New York.

## Werke
- Lebns klangen (1907), Gedichte
- Verloirene Welten (1910), Gedichte
- Schwarze Blätter (1913), Gedichte
- Aus engen Gassen (1915), Erzählungen
- Der Osten (1916)
- Über die Liebe (1920)
- Mein Onkel (1922), Erzählungen
- Holländische Erde (1924), Erzählungen
- Nächte im Vondelpark (1924), Erzählungen
- Bummler und Bettler (1930), Roman
- Wohlfahrtsamt (1930), Drama in 3 Akten
- Abrechnung  (1931)
- Die Geistigen (1934), Roman
- Drama in Ostend (1950), Roman
- Visas for America (1952), Roman (die deutsche Originalfassung mit dem Titel "Visum nach Amerika" ist 2009 im Weidle Verlag, Bonn, erschienen, mit einem Nachwort von Ursula Seeber)
- Adventures in Prague and Other Stories (1955), Erzählungen
- Die Geistigen (2007), Roman (Neuauflage, Weidle Verlag, Bonn. Mit einem ausführlichen Nachwort von Uta Beiküfner)